# شاباش (فیلم)
شاباش فیلمی به کارگردانی حامد کلاهداری محصول سال ۱۳۹۱ است.
این فیلم در تاریخ ۲۲ دی ۱۳۹۵ در سینماهای ایران اکران شد.

## خلاصه داستان
داستان زندگی حاج احمد عباچی (عبدی) را روایت می‌کند که پول پیش خانه‌اش را در عروسی خواهرزاده اش شاباش می‌دهد.

## بازیگران
- اکبر عبدی
- کامبیز دیرباز
- سارا خوئینی‌ها
- مرجانه گلچین
- رضا رویگری
- روح‌الله کمانی
- حسن صاحب ابرغانی
- الیزابت امینی
- زهره حمیدی
- کامران فیوضات
- اعظم مالکی